# Spoetnik 2
Spoetnik 2 (Russisch: Простейший Спутник 2, Prosteijshiyij Spoetnik 2 PS-2 , dat is  Elementare Satelliet 2, ook: 00003)  was een Russische kunstmaan uit 1957. Dit was de eerste ruimtevlucht waarin een levend wezen een baan rond de aarde volbracht. De hond Laika overleefde de missie niet. Wel verkreeg de wetenschap de eerste gegevens over een levend wezen in de ruimte.

## Viering Russische revolutie
Na het overweldigende succes en prestige dat de pioniersvlucht van Spoetnik 1 opleverde, wilde de Sovjet-Unie nogmaals een spectaculaire missie uitvoeren. Partijleider Chroesjtsjov zette hoofdontwerper Koroljov daarom onder druk om, ter ere van de 40e verjaardag van de Russische Revolutie, nogmaals een ruimtevaartuig in een baan om de aarde te brengen.
Dat bleek makkelijker gezegd dan gedaan. Na het succes van Spoetnik 1 stuurde Koroljov zijn afgepeigerde staf op een welverdiende vakantie. Bovendien was het zeer kort dag: men moest binnen een maand een kunstmaan construeren. Dit leek bijna onbegonnen werk. Koroljov vatte het idee op om een hond in een baan om de aarde te brengen, maar ging ervan uit dat zijn collegae de beoogde lanceerdatum (in zijn ogen volstrekt onhaalbaar) zouden verschuiven. Tot zijn stomme verbazing stemden deze hier echter mee in.
Een herhaling van de eerste vlucht voldeed niet maar Object D, dat oorspronkelijk de eerste ruimtevlucht zou maken, werd geplaagd door ontwikkelingsproblemen en was zeker niet gereed voor december. Dit noodzaakte de Russen tot het ontwerpen én bouwen van een compleet nieuwe satelliet binnen een maand.

## Technische opbouw

### Energietekort
De vergadering besloot om de satelliet niet van de draagraket te ontkoppelen; Spoetnik 2 bleef aan de laatste trap vastzitten. Hierdoor kon het telemetriesysteem van de raket gegevens overseinen. De vlucht van Spoetnik 1 bewees, dat de raket een acceptabele periode in een omloopbaan bleef alvorens terug te vallen. Zijn Tral-telemetriesysteem vrat echter stroom en de toenmalige batterijen waren beperkt. Een van de voorstellen die op tafel kwamen behelsde het uitschakelen van de telemetrie, zodra de kunstmaan buiten bereik van de Russische grondstations geraakte. Met drie omgebouwde klokken kon men gedurende een kwartier gegevens opvangen van de anderhalf uur die een omloop duurde. Koroljov protesteerde: het voltooien van een omloop nam slechts 88 à 89 minuten in beslag. Als gevolg daarvan zou het waarnemingsvenster steeds verder naar het oosten verschuiven en op den duur buiten bereik van Russische volgstations raken. Een betere oplossing vond men echter niet. Tral zond in eerste instantie gegevens over de draagraket naar de grond. Na de lancering stuurde het afwisselend gegevens over de gezondheidstoestand van Laika, temperatuurmetingen op twaalf locaties in het ruimtevaartuig, kosmische straling en zonnestraling.

### Instrumenten
De wetenschappelijke instrumenten die Spoetnik 2 mee zou voeren waren getest tijdens geofysische raketvluchten. Over een aanwezige camera bestaat controverse. Volgens sommige bronnen zond een in de capsule aangebrachte televisiecamera beelden van Laika over. Deze waren opgebouwd uit 100 beeldlijnen en het grondstation ontving 10 beelden per seconde. Andere bronnen stellen echter, dat dit camerasysteem niet tijdig gereed was voor deze vlucht en beelden van andere honden abusievelijk voor Laika werden aangezien. Verder beschikte Spoetnik 2 over twee spectrofotometers voor onderzoek naar kosmische straling en door de zon uitgestoten ultraviolette en röntgenstraling. Na lancering wierp de kunstmaan zijn neuskegel af, waardoor de meetinstrumenten vrijkwamen.

### Bestaand ontwerp
De aluminium capsule voor de hond, 80 cm lang met een diameter van 64 cm, was afkomstig van de R-2A sondeerraket.

### Klimaatbeheersing
De klimaatbeheersing speelde een sleutelrol. Spoetnik 2 gebruikte een aangepaste versie van een beschikbare cabine. De Sovjet-Unie had al 29 ballistische testvluchten met honden uitgevoerd, waarvan een tot 480 km hoogte. De dieren droegen drukpakken of zaten in afgesloten compartimenten, die de raket op grote hoogte afwierp. Deze raketten braken soms spontaan in stukken door de hoge aerodynamische belasting. Het luchtverversingssysteem bestond uit twee compartimenten met aan weerszijden van de hond KO2-panelen. KO2 reageert met CO2 en waterdamp, waardoor O2 vrijkomt. Kleine ventilators verspreidden het vrijgekomen gas. Om zuurstofvergiftiging te voorkomen schakelde dit systeem zichzelf uit zodra de druk boven de 765 mm Hg steeg. Na zeven dagen zou er voor het beestje geen zuurstof meer zijn. Een aan de bovenzijde aangebrachte ventilator sloeg aan als de cabinetemperatuur de 15°C overschreed.
Door de enorme tijdsdruk resteerde onvoldoende tijd om alles grondig te testen. Dat bleef niet zonder gevolgen.

### Voeding en sanitair
Omdat deze vlucht veel langer duurde dan een ballistische vlucht, bezat de kunstmaan een automatisch voedingssysteem, dat op vaste tijdstippen voeding aan de hond verschafte. Spoetnik 2 was niet uitgerust met gescheiden systemen voor vast voedsel en water. In plaats daarvan leverde een tank van 3 liter genoeg voeding voor een week. Die tank bevatte een gelei van rundvet, vleespoeder, poeder van gedroogd brood, agar agar (E 406) en water.
Ontlasting en urine liepen door een nauwsluitende rubberen opvangbeker naar een vergaarbak, gevuld met mos en actieve kool.

### Passagier
Er waren tien honden beschikbaar voor deze vlucht, waaruit militaire artsen er drie kozen. Moesjka diende als controlehond voor de technische uitrusting, Albina stond reserve en Laika zou het eerste levende wezen in de ruimte worden. Het ongeveer drie jaar oude en zes kilo wegende beestje onderging operaties om sensoren voor hartslag, bloeddruk en ademhaling aan te brengen.

## Voorbereiding
Na de voorlopige montage en eerste testen in een vacuümkamer bleek het vaartuig flink wat te mankeren. Dat kon ook niet anders: slechts drie gedeelten vervaardigde men aan de hand van blauwdrukken. De andere onderdelen van het toestel zette technisch personeel aan de hand van vage schetsten haastig in elkaar, bijgestaan door de technische staf, hopend dat alles goed afliep. Die hoop bleek ijdel. Onmiddellijk nadat de batterijen waren geïnstalleerd, veroorzaakte de kleinste beweging een vonkenregen. Het monteren ervan geschiedde niet op de juiste manier; bovendien bleken sommige kabels bedekt met metaalfilm. In allerijl corrigeerden de Russen dit.
Op 22 oktober werd de lanceerraket bij Bajkonoer afgeleverd, gevolgd door de losse onderdelen van Spoetnik 2. Op 31 oktober ontving het Centraal Comité de mededeling, dat Spoetnik 2 in de nacht van 1 november op het platform gereed zou staan. Voorbereidingen voor lancering vergden drie dagen, hetgeen inhield dat op 3 of 4 november de lancering plaats kon hebben. Voor alle zekerheid testten de Russen de tijdklok, die gedurende de anderhalf uur durende omloop een kwartier lang de zenders activeerde. En niet ten onrechte. De elektrische circuits werden eenmaal perfect in- en uitgeschakeld, maar daarna functioneerde het systeem niet meer. Het defect werd haastig gelokaliseerd en verholpen. De dag voor lancering plaatste het grondteam Laika in de capsule, die op 3 november om 1.00 uur 's nachts plaatselijke tijd boven op de draagraket werd bevestigd. Voor men het luik definitief sloot kreeg het dier een kusje op de neus en wenste men haar een goede reis.

## Vlucht

### Lancering
Op 3 november 1957 koos Spoetnik 2 op een R-7-draagraket het luchtruim. De capsule kwam in een baan met een hoogste punt van 1660 km, een laagste punt van 212 km bij een omlooptijd van 103,7 minuten. De omlooptijd week dus aanzienlijk af van het vluchtplan. De inclinatie bedroeg 65,33° en de excentriciteit 0,09892. Tijdens de lancering liep de hartslag van Laika op tot 260 slagen per minuut (driemaal zoveel als normaal) en ademde het dier tot viermaal sneller dan gebruikelijk. Vijf à tien minuten nadat Spoetnik 2 zijn baan bereikte, daalden de metingen tot normale waarden.
Tijdens de eerste twee omlopen hadden Russische grondstations de grootste moeite om het vaartuig te volgen. De Amerikanen staken zonder het te beseffen de helpende hand toe. De Chinezen vingen theodolietgegevens van het Amerikaanse grondstation in Perth op. Die speelden zij door aan de Sovjets. Toen Spoetnik 2 voor de derde keer overvloog, verliep het contact daardoor aanzienlijk beter. In totaal zond het toestel 150 maal gegevens naar de Aarde.

### Problemen met thermische controle
De beslissing om de satelliet niet van de laatste trap te ontkoppelen kan het probleem met de klimaatbeheersing hebben verergerd. De warmte van de zonnestraling en de lichaamswarmte van de hond kon de capsule in onvoldoende mate afvoeren. De beschermende isolatielaag werd bovendien gedeeltelijk afgerukt. Tijdens de derde omloop steeg de cabinetemperatuur naar 43 °C. Na vier omwentelingen rond de aarde kwamen geen biomedische gegevens meer binnen. Hoe Laika stierf blijft onduidelijk. Simulaties op de grond wezen er echter op, dat het dier al spoedig na de derde of vierde omloop bezweek aan oververhitting.

### Einde vanSpoetnik 2
Na lancering werd Laika een beroemdheid. Sovjet-officials gaven daarom niet veel meer prijs dan dat Laika in goede gezondheid verkeerde; een grove leugen. Pas op 10 november, toen de zenders van Spoetnik 2 zwegen door uitgeputte batterijen, erkende men dat ze haar ruimtereis niet zou overleven. Ze verschafte de wetenschap de eerste gegevens van een levend wezen in de ruimte. Op 14 april 1958, na 162 dagen in de ruimte, viel Spoetnik 2 terug in de dampkring en verbrandde boven de Caraïbische Zee. Veel ooggetuigen namen het lichtspoor boven New York waar. Ongewis blijft hoeveel banen om de aarde de kunstmaan beschreef. De geschatte aantallen lopen uiteen: 2248, 2370 of 2570 omwentelingen.
De lancering van dit ruimtevaartuig gaf een goede indruk, hoezeer de ontwikkeling van rakettechnologie in een stroomversnelling geraakte door de Koude Oorlog. Uiteraard presenteerden de Sovjetautoriteiten deze vlucht als bewijs van de superioriteit van het communisme. In een intern document erkende de CIA dat het geen zekerheid kon verschaffen of zich daadwerkelijk een hond aan boord bevond, maar achtte dit wel zeer waarschijnlijk. Verder beschouwde de instantie ruimtevluchten met dieren als noodzakelijke volgende stap naar bemande ruimtevaart.